# Scene di strada
Quello delle scene di strada (Straßenszenen) è un ciclo di opere, realizzate dal pittore Ernst Ludwig Kirchner tra il 1913 e il 1915 con tecniche varie, dedicato ai paesaggi urbani affollati, frenetici e pullulanti di prostitute della crescente Berlino durante la Belle Époque. Tali opere rappresentano, secondo molti, il punto più alto raggiunto dall'artista tedesco.

## Dipinti
Le opere principali delle scene di strada sono i dipinti. Il primo di essi è Cinque donne per strada (1913), esposto nel museo Ludwig di Colonia. La dinamica delle composizioni è poi aumentata. Per realizzare le tele, Kirchner ha attinto dal futurismo e il manierismo. La maggior parte dei dipinti furono terminati nel 1914. Altri, invece, nel 1915 o negli anni venti.
| Opera | Titolo e altre informazioni                                                                          | Ubicazione                                    |
| ----- | --- | --------------------------------------------- |
|       | Cinque donne per strada (Fünf Frauen auf der Straße) 1913, olio su tela, 126 × 90 cm                 | Museo Ludwig, Colonia                         |
|       | Scena di strada berlinese (Berliner Straßenszene) 1913/1914, olio su tela, 121 × 95 cm               | Neue Galerie, New York                        |
|       | Die Straße 1913, olio su tela, 120,6 × 91,1 cm                                                       | Museum of Modern Art, New York                |
|       | Straßenszene Berlin 1913, olio su tela, 69,9 × 50,8 cm                                               | Art Gallery of Ontario, Toronto               |
|       | Straßenszene 1914/1922, olio su tela, 70 × 48 cm                                                     | collezione privata, Svizzera                  |
|       | Strada con prostituta in rosso (Straßenszene mit roter Kokotte) 1914/1925, olio su tela, 120 × 90 cm | Collezione Thyssen-Bornemisza, Madrid         |
|       | Friedrichstraße Berlin 1914, olio su tela, 125 × 91 cm                                               | Staatsgalerie, Stoccarda                      |
|       | Leipziger Straße mit elektrischer Bahn 1914, olio su tela, 69,5 × 79 cm                              | Museum Folkwang, Essen                        |
|       | Due donne per la strada (Zwei Frauen auf der Straße) 1914, olio su tela, 120,5 × 91 cm               | Kunstsammlung Nordrhein-Westfalen, Düsseldorf |
|       | Potsdamer Platz, Berlin 1914, olio su tela, 200 × 150 cm                                             | Neue Nationalgalerie, Berlino                 |
|       | Donne per strada (Frauen auf der Straße) 1915, olio su tela, 126 × 90 cm                             | Von Der Heydt Museum, Wuppertal               |

## Disegni e stampe
Oltre a 11 dipinti, il ciclo di Kirchner è composto da 32 schizzi, 15 disegni con l'inchiostro, 17 disegni a pastello e gesso, 14 xilografie, alcune delle quali colorate a mano, 14 acqueforti e 8 litografie. 
| Opera | Titolo e altre informazioni                             | Ubicazione |
| ----- | ------------------------------------------------------- | ---------- |
|       | Potsdamer Platz disegno con gesso, 1914                 |            |
|       | Rote Kokotte disegno con gesso, 1914                    |            |
|       | Straßenszene mit grüner Kokotte disegno con gesso, 1914 |            |
|       | Zwei Kokotten disegno con gesso, 1914                   |            |
|       | Berliner Straßenszene disegno con inchiostro, 1914      |            |
|       | Drei Kokotten bei Nacht acquaforte, 1914                |            |
|       | Fünf Kokotten xilografia, 1915                          |            |
|       | Kokotte auf der Straße acquaforte, 1915                 |            |